# Chantal Soucy
Chantal Soucy, née en 1974 à Saint-Rémi-de-Napierville, est une femme politique québécoise. 

## Biographie
Née en 1974 à Saint-Rémi-de-Napierville, Chantal Soucy travaille pour Hydro-Québec de 2008 à 2013, années durant lesquelles elle occupe le poste de coordonnatrice en gestion de contrats et logistique. 
Elle est titulaire d’un baccalauréat en sciences de l’Université de Montréal (2011) et de certificats en santé et sécurité au travail, relations industrielles et droit général de l'Université de Montréal (2005-2008). Chantal Soucy complète une maîtrise en administration publique avec spécialité en ressources humaines à l’École nationale d’administration publique (ÉNAP). Elle est également détentrice d'un diplôme d'études collégiales en techniques juridiques du Collège O'Sullivan (1995). 
Elle est candidate pour la Coalition avenir Québec dans Verchères aux élections de 2012. Elle est élue députée à l'Assemblée nationale du Québec lors des élections générales québécoises de 2014. Elle y représente la circonscription électorale de Saint-Hyacinthe en tant que membre de la Coalition avenir Québec. Elle est porte-parole de la CAQ en matière de tourisme du 25 avril 2014 au 2 septembre 2015 et en matière d'énergie du 2 septembre 2015 au 23 août 2018. Elle est la deuxième vice-présidente de l'Assemblée nationale depuis le 27 novembre 2018. Elle est réélue en 2022.

## Résultats électoraux
|                                                                                               | Nom                      | Parti            | Nombre de voix | %      | Maj.   |
| --------------------------------------------------------------------------------------------- | ------------------------ | ---------------- | -------------- | ------ | ------ |
|                                                                                               | Chantal Soucy (sortante) | Coalition avenir | 22 487         | 54,4 % | 15 587 |
|                                                                                               | Alexis Gagné-Lebrun      | Parti québécois  | 6 900          | 16,7 % | -      |
|                                                                                               | Philippe Daigneault      | Québec solidaire | 5 636          | 13,6 % | -      |
|                                                                                               | Kim Beaudoin             | Conservateur     | 4 066          | 9,8 %  | -      |
|                                                                                               | Agnieszka Wnorowska      | Libéral          | 1 705          | 4,1 %  | -      |
|                                                                                               | Mustapha Jaalouk         | Vert             | 217            | 0,5 %  | -      |
|                                                                                               | Julie Raiche             | Climat Québec    | 168            | 0,4 %  | -      |
|                                                                                               | Gary Daigneault          | Indépendant      | 142            | 0,3 %  | -      |
| Total                                                                                         | Total                    | Total            | 41 321         | 100 %  |        |
| Le taux de participation lors de l'élection était de 70,5 % et 697 bulletins ont été rejetés. |                          |                  |                |        |        |

|                                                                                               | Nom                      | Parti            | Nombre de voix | %      | Maj.   |
| --------------------------------------------------------------------------------------------- | ------------------------ | ---------------- | -------------- | ------ | ------ |
|                                                                                               | Chantal Soucy (sortante) | Coalition avenir | 21 227         | 52 %   | 14 401 |
|                                                                                               | Marijo Demers            | Québec solidaire | 6 826          | 16,7 % | -      |
|                                                                                               | Daniel Breton            | Parti québécois  | 6 524          | 16 %   | -      |
|                                                                                               | Annie Pelletier          | Libéral          | 5 758          | 14,1 % | -      |
|                                                                                               | Luc Chulak               | NPD Québec       | 486            | 1,2 %  | -      |
| Total                                                                                         | Total                    | Total            | 40 821         | 100 %  |        |
| Le taux de participation lors de l'élection était de 71,5 % et 898 bulletins ont été rejetés. |                          |                  |                |        |        |

|                                                                                               | Nom                         | Parti            | Nombre de voix | %      | Maj.  |
| --------------------------------------------------------------------------------------------- | --------------------------- | ---------------- | -------------- | ------ | ----- |
|                                                                                               | Chantal Soucy               | Coalition avenir | 13 245         | 32,7 % | 1 222 |
|                                                                                               | Émilien Pelletier (sortant) | Parti québécois  | 12 023         | 29,7 % | -     |
|                                                                                               | Louise Arpin                | Libéral          | 11 701         | 28,9 % | -     |
|                                                                                               | Danielle Pelland            | Québec solidaire | 2 806          | 6,9 %  | -     |
|                                                                                               | Éric Pothier                | Option nationale | 374            | 0,9 %  | -     |
|                                                                                               | Simon Labbé                 | Conservateur     | 304            | 0,8 %  | -     |
| Total                                                                                         | Total                       | Total            | 40 453         | 100 %  |       |
| Le taux de participation lors de l'élection était de 71,6 % et 923 bulletins ont été rejetés. |                             |                  |                |        |       |